# Anrijs
Anrijs est un prénom masculin letton apparenté à Henri.

## Prénom
- Anrijs Matīss (né en 1973), homme politique letton
- Anrijs Sirmais (lv), acteur letton